# ایودل (کانزاس)
ایودل (به انگلیسی: Udall) شهری در ایالت کانزاس کشور ایالات متحده آمریکا است که جمعیت آن در سرشماری سال ۲۰۱۰ میلادی، ۷۴۶ نفر بوده‌است.